# Ettore Artini

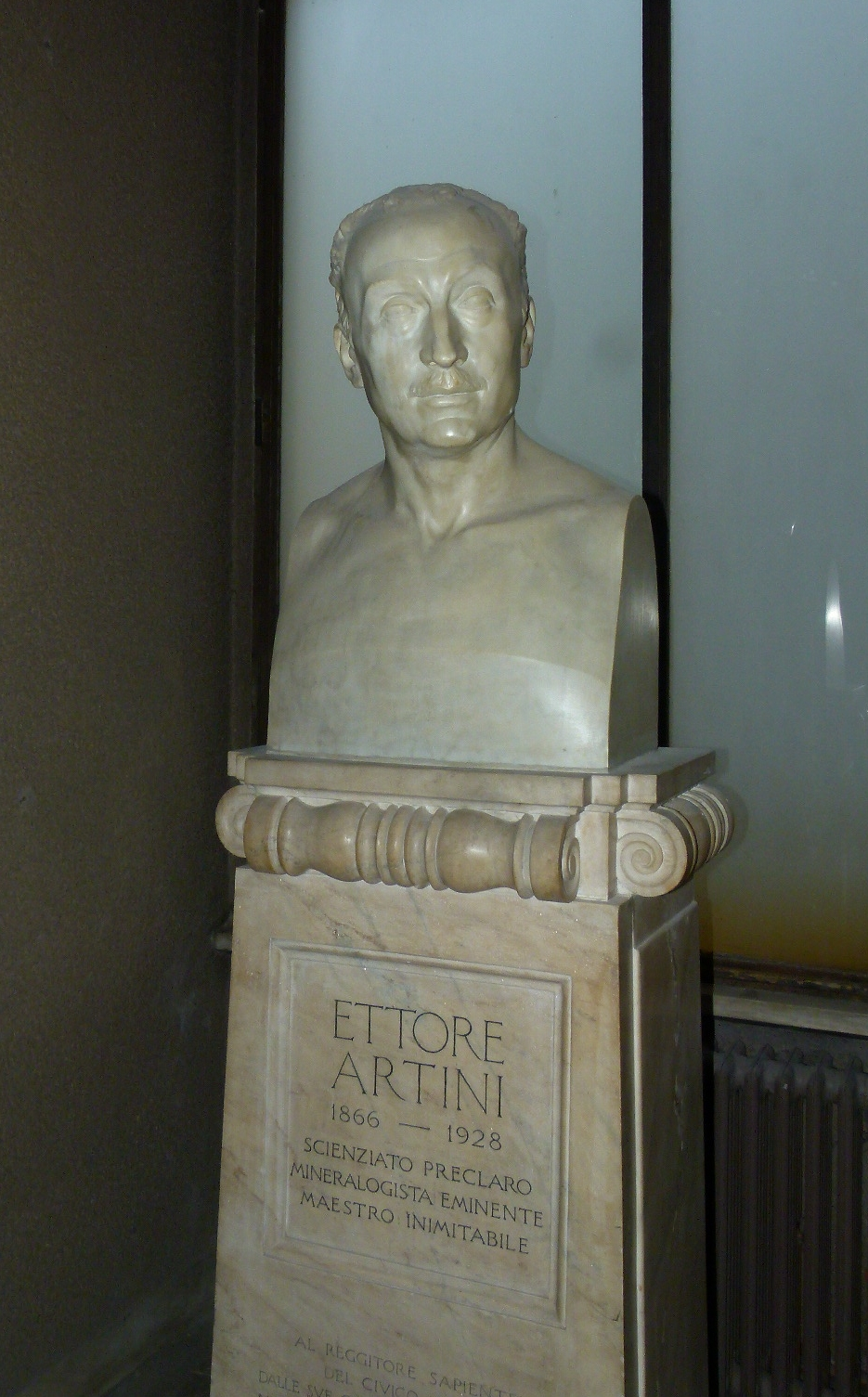

Ettore Artini (Milano, 29 agosto 1866 – Milano, 7 marzo 1928) è stato un mineralogista italiano.

## Biografia
Cresciuto in una famiglia di tradizione naturalistica, iniziò ancora da studente ad interessarsi ai cristalli.
Nel 1887 si laureò in Scienze naturali all'Istituto di studi superiori e di perfezionamento di Firenze, sotto la guida di Carlo De Stefani, quindi venne nominato assistente alla cattedra di Mineralogia, presso l'Università degli Studi di Padova.
Nel 1887 fu libero docente all'Università degli Studi di Pavia, con l'incarico di petrografia sino al 1893, quando si trasferì a Milano per dirigere la sezione di mineralogia del Museo civico di storia naturale.

Sotto la sua direzione, la sezione di mineralogia del Museo di Storia Naturale di Milano (trasferitosi nell'edificio attuale, in Corso Venezia) venne riordinato e prese nuovo impulso.

Dal 1911 al 1927 fu direttore del Museo civico di storia naturale.
In quel periodo pubblicò due manuali: I Minerali (1914) e Le rocce - Concetti e nozioni di petrografia (1919): gli unici testi di mineralogia sistematica in italiano.
Nel 1904 vinse il concorso per la cattedra di mineralogia all'Università di Bologna, ma preferì restare al museo di Milano del quale divenne direttore nel 1912, continuando l'attività didattica presso il Regio Istituto Tecnico Superiore di Milano (in seguito Politecnico di Milano) e la Scuola Superiore di Agricoltura e, presso la facoltà di Scienze (istituita nel 1924) insegnò la mineralogia per chimici e naturalisti.
Il 24 febbraio 1918 divenne socio dell'Accademia delle scienze di Torino.
Nel 1926, dal Consiglio superiore dell'istruzione fu nominato ordinario di Mineralogia "per chiara fama" all'Università degli Studi di Milano, ma l'amministrazione civica vi si oppose.
Fu presidente della Società geologica italiana e della Società italiana di scienze naturali, socio dell'Accademia dei Lincei e dell'Accademia nazionale delle scienze, pubblicando numerose memorie, testi di mineralogia e libri per le scuole secondarie.
In suo onore venne dato il nome alla specie minerale Artinite. Morì a Milano il 7 marzo 1928.